# Dark Side of the Duck
Dark side of the duck is het eerste studioalbum van Yak, dan alleen bestaand uit Martin Morgan, die toetsinstrumenten bespeelde. Het album was alleen verkrijgbaar via Yaksongs.com (Eigen beheer). De compact disc moest het doen zonder enige vorm van promotie, anders dan door (internet-)winkels binnen de progressieve rock.

## Muziek
| Nr. | Titel           | Duur |
| --- | --------------- | ---- |
| 1.  | Theme           | 2:16 |
| 2.  | Aragorn         | 5:18 |
| 3.  | Leylines of Yak | 4:33 |
| 4.  | Yakrise         | 5:49 |
| 5.  | Frustration     | 4:36 |
| 6.  | Migration       | 3:13 |
| 7.  | Earthogrub      | 3:09 |
| 8.  | The swan        | 3:21 |